# 唐津市消防本部
唐津市消防本部（からつししょうぼうほんぶ）は佐賀県唐津市の消防本部。管轄区域は唐津市および東松浦郡玄海町。玄海町は唐津市に常備消防業務の委託をしている。

## 概要
- 消防本部・消防署住所：唐津市二タ子3丁目2番46号
- 管内面積：523.5km2
- 消防署1カ所、分署5カ所
- 人員:179名（消防本部:33人、唐津市消防署:146人）
- 配置車両
  - 消防ポンプ車:2
  - 水槽付消防ポンプ車:7
  - 化学消防ポンプ車:1
  - 高塔放水車:1
  - 泡原液運搬車:1
  - 救助工作車:1
  - 水難救助車:1
  - 救急自動車:8
  - はしご車:2（15m級:1 35m級:1）
  - 資機材搬送車:1
  - 指揮車:1
  - 支援車:1
  - 予防査察車:1
  - 広報車:2（本部広報車:1、救急普及啓発広報車:1）
  - 連絡車:9（うち軽連絡車:1、事務連絡車:1）

## 沿革
- 1949年（昭和24年）4月:唐津市消防本部・唐津市消防署設置
- 1971年（昭和46年）4月:唐津・東松浦広域市町村圏組合発足
- 1972年（昭和47年）4月:唐津・東松浦広域市町村圏組合消防本部・署が発足。4分署・1派出所設置。（唐津市消防本部・署を廃止）
- 1995年（平成7年）6月:緊急消防援助隊に登録（救助隊・梯子隊）
- 2004年（平成16年）3月:緊急消防援助隊に登録（都道府県指揮隊・救急隊）
- 2005年（平成17年）
  - 1月:1市6町1村の合併（平成の大合併）に伴う、消防本部改編
    1. 唐津市に浜玉町、厳木町、相知町、北波多村、肥前町、鎮西町、呼子町が編入合併。
    2. 唐津市消防本部・唐津市消防署を再設置（唐津・東松浦広域市町村圏組合消防本部・署を廃止）。1署・4分署・1派出所体勢。
    3. 玄海町・七山村の常備消防業務を委託。

  - 4月:緊急消防援助隊に登録（消火隊）
- 2006年（平成18年）1月:七山村を編入合併。常備消防委託は玄海町のみに。
- 2013年（平成25年）4月:唐津市内の9消防団を統一し、唐津市消防団を編成。
- 2014年（平成26年）
  - 3月:消防無線のデジタル化
  - 8月:中部派出所を中部分署に格上げ

## 組織
- 消防本部 - 消防総務課・地域消防課・予防課・警防課・情報指令課
- 唐津市消防署 - 総務係（一・二）、管理係（一・二）、警防係（一・二）、救助係（一・二）、救急係（一・二）、予防係（一・二）・分署

## 消防署
| 消防署       | 住所                     | 分署 |
| ------------ | ------------------------ | --- |
| 唐津市消防署 | 唐津市二タ子3丁目2番46号 | 北部:唐津市鎮西町横竹810番地1 東部:唐津市浜玉町南山2730番地2 中部:唐津市石志4451-1 南部:唐津市厳木町本山369番地2 西部:唐津市肥前町寺浦511番地1 |